# Kenny van der Weg
Kenny van der Weg (Rotterdam, 19 febbraio 1991) è un ex calciatore olandese, di ruolo difensore.

## Carriera
Dopo aver giocato nelle giovanili dello Spartaan '20, van der Weg è entrato a far parte di quelle delle NAC Breda. Il 20 ottobre 2012 ha effettuato il proprio esordio in Eredivisie, subentrando ad Eric Botteghin nella partita casalinga persa per 0-3 contro il Vitesse. Il 30 marzo 2013 ha trovato il primo gol nella massima divisione olandese, nel pareggio per 1-1 maturato sul campo del Twente.
Il 25 maggio 2016 si è unito agli scozzesi del Ross County, firmando un contratto annuale col nuovo club. Il 6 agosto successivo ha debuttato in Premiership, schierato titolare nella sconfitta interna per 1-3 contro il Dundee. In data 9 giugno 2017, il Ross County ha annunciato di non aver trovato un accordo per il rinnovo del contratto di van der Weg, che si sarebbe pertanto svincolato nei termini previsti dal suo legame annuale col club. Il 1º luglio successivo, però, le parti hanno trovato un accordo e l'olandese ha firmato un nuovo contratto annuale con il Ross County. Il 30 settembre ha siglato il primo gol nella massima divisione scozzese, nella vittoria per 0-2 in casa del Kilmarnock.
Il 12 febbraio 2018 è passato all'Hamilton Academical, legandosi con un contratto valido fino alla fine dell'annata in corso. Il 18 febbraio ha disputato la prima partita con questa casacca, schierato titolare nella sconfitta per 3-5 subita in casa contro i Rangers. Come da accordi, si è svincolato al termine dell'annata.
A giugno 2018, van der Weg è passato ai belgi del Roeselare, firmando un contratto annuale e scegliendo di vestire la maglia numero 15. Il 4 agosto ha esordito in Tweede klasse il successivo 4 agosto, nella sconfitta per 2-1 in casa del Westerlo.
Il 10 gennaio 2019 ha fatto ufficialmente ritorno al Ross County, club nel frattempo scivolato in Championship. Ha contribuito alla promozione del club e alla vittoria finale in Challenge Cup, per poi lasciare il Ross County il 16 agosto 2019, con l'obiettivo di avvicinarsi alla sua famiglia.
L'11 settembre 2019 ha firmato un accordo valido fino al 31 dicembre successivo con i norvegesi dell'Aalesund, militanti in 1. divisjon (secondo livello del campionato norvegese.
Svincolato dopo l'esperienza norvegese, il 3 febbraio 2020 è tornato in patria per giocare nell'Oss.

## Statistiche

### Presenze e reti nei club
Statistiche aggiornate al 30 settembre 2020.
| Stagione           | Club                | Campionato         | Campionato | Campionato | Coppe nazionali | Coppe nazionali | Coppe nazionali | Coppe continentali | Coppe continentali | Coppe continentali | Supercoppe | Supercoppe | Supercoppe | Totale | Totale |
| Stagione           | Club                | Comp               | Pres       | Reti       | Comp            | Pres            | Reti            | Comp               | Pres               | Reti               | Comp       | Pres       | Reti       | Pres   | Reti   |
| ------------------ | ------------------- | ------------------ | ---------- | ---------- | --------------- | --------------- | --------------- | ------------------ | ------------------ | ------------------ | ---------- | ---------- | ---------- | ------ | ------ |
| 2011-2012          | NAC Breda           | ED                 | 0          | 0          | CO              | 0               | 0               | -                  | -                  | -                  | -          | -          | -          | 0      | 0      |
| 2012-2013          | NAC Breda           | ED                 | 15         | 1          | CO              | 1               | 0               | -                  | -                  | -                  | -          | -          | -          | 0      | 0      |
| 2013-2014          | NAC Breda           | ED                 | 22         | 1          | CO              | 2               | 0               | -                  | -                  | -                  | -          | -          | -          | 24     | 1      |
| 2014-2015          | NAC Breda           | ED                 | 24         | 1          | CO              | 3               | 0               | -                  | -                  | -                  | -          | -          | -          | 27     | 1      |
| 2015-2016          | NAC Breda           | ED                 | 31         | 3          | CO              | 0               | 0               | -                  | -                  | -                  | -          | -          | -          | 31     | 3      |
| Totale NAC Breda   | Totale NAC Breda    | Totale NAC Breda   | 92         | 6          |                 | 6               | 0               |                    | -                  | -                  |            | -          | -          | 98     | 6      |
| 2016-2017          | Ross County         | PL                 | 33         | 0          | CS+CdL          | 2+3             | 0               | -                  | -                  | -                  | -          | -          | -          | 38     | 0      |
| 2017-gen. 2018     | Ross County         | PL                 | 19         | 2          | CS+CdL          | 1+1             | 0               | -                  | -                  | -                  | -          | -          | -          | 21     | 2      |
| feb.-giu. 2018     | Hamilton Academical | PL                 | 11         | 0          | CS+CdL          | -               | -               | -                  | -                  | -                  | -          | -          | -          | 11     | 0      |
| 2018-gen. 2019     | Roeselare           | D2                 | 5          | 0          | CdL             | 1               | 1               | -                  | -                  | -                  | -          | -          | -          | 6      | 1      |
| gen.-giu. 2019     | Ross County         | 1D                 | 12         | 0          | CS+CdL+SCC      | 3+0+2           | 0               | -                  | -                  | -                  | -          | -          | -          | 17     | 0      |
| Totale Ross County | Totale Ross County  | Totale Ross County | 64         | 2          |                 | 12              | 0               |                    | -                  | -                  |            | -          | -          | 76     | 2      |
| set.-dic. 2019     | Aalesund            | 1D                 | 0          | 0          | CN              | 0               | 0               | -                  | -                  | -                  | -          | -          | -          | 0      | 0      |
| feb.-giu. 2020     | Oss                 | 1D                 | 0          | 0          | CO              | -               | -               | -                  | -                  | -                  | -          | -          | -          | 0      | 0      |
| Totale             | Totale              | Totale             | 172        | 8          |                 | 19              | 1               |                    | -                  | -                  |            | -          | -          | 191    | 9      |

## Palmarès

### Club

#### Competizioni nazionali
- Scottish Championship: 1

Ross County: 2018-2019
- Scottish Challenge Cup: 1

Ross County: 2018-2019